# Wilhelm Groh
Wilhelm Groh (* 13. August 1890 in Darmstadt; † 15. Januar 1964 in Karlsruhe) war ein deutscher Rechtswissenschaftler und Hochschullehrer. Von 1933 bis 1937 war er Rektor der Universität Heidelberg.

## Leben
Wilhelm Groh war der Sohn eines Kohlenhändlers. Er beendete seine Schulzeit mit dem Abitur und begann 1909 ein Philosophiestudium an der Universität Freiburg im Breisgau, wo er im Juni im Corps Suevia Freiburg aktiv wurde. Nach zwei Semestern wechselte er auf das Fach Rechtswissenschaft und beendete sein Studium 1913 mit der ersten juristischen Staatsprüfung. 1915 wurde er Assessor. Von 1915 bis 1918 leistete er Kriegsdienst. Nach Kriegsende legte er das zweite Staatsexamen ab und wurde im Januar 1917 an der Universität Gießen mit der Dissertation über Erbfall und Verzug zum Dr. jur. promoviert. Nach bestandener zweiter juristischer Staatsprüfung war er als Arbeitsrichter in Dortmund tätig. Anschließend war er als wissenschaftlicher Assistent an der Universität Gießen beschäftigt und habilitierte sich dort 1922 mit einer Schrift über das Koalitionsrecht.
Danach lehrte er an der Universität Gießen zunächst als Privatdozent und ab 1924 als planmäßiger außerordentlicher Professor. Zum April 1927 wechselte er als planmäßiger außerordentlicher Professor an die Universität Heidelberg, wo er 1928 zum persönlichen Ordinarius und Ende September 1933 zum ordentlichen Professor für Arbeits-, Bürgerliches- und Zivilprozessrecht berufen wurde. Groh war 1930/31 und erneut 1933 Dekan der rechtswissenschaftlichen Fakultät.
Groh war seit 1933 der Mitglied  der SA. Zum 1. Mai 1937 trat er auch der NSDAP bei (Mitgliedsnummer 5.053.305). Des Weiteren war er Mitglied des NS-Lehrerbundes und Gauobmann des NS-Rechtswahrerbundes.
Im Oktober 1933 wurde er Rektor der Universität Heidelberg und bekleidete dieses Amt bis März 1937. Umgehend berief er weitere Nationalsozialisten in wichtige Universitätsämter und veränderte die Mehrheit im Senat der Universität. Auch schaltete er die naturwissenschaftliche Fakultät gleich und setzte Anhänger des Regimes wie August Seybold gegen politisch neutrale Bewerber durch. In seine Amtszeit fällt auch das bekannte Heidelberger Spargelessen, in dessen Verlauf er als Rektor die Entschuldigung der Sachsen-Preußen nach Störungen während einer im Radio übertragenen „Friedensrede“ Adolf Hitlers akzeptierte.
Von Frühjahr 1937 bis 1941 war er hauptamtlich (anfangs unter Otto Wacker) stellvertretender Leiter und Referent beim Amt Wissenschaft im Reichserziehungsministerium. Anfang Oktober 1939 wurde er zum ordentlichen Professor der Universität Berlin berufen. Nach einer Gastprofessur in Budapest war Groh von 1942 bis 1945 erneut als nebenamtlicher Referent im Reichserziehungsministerium tätig.
Bei Kriegsende wurde Groh ausgebombt und aus dem Professorenamt entlassen. Im Entnazifizierungsverfahren wurde er als „entlastet“ eingestuft. Ab 1948 lebte er mit seiner Frau in Karlsruhe. Er starb am 15. Januar 1964.